# Hohenau an der Raab
Hohenau an der Raab település Ausztriában, Stájerország tartományban, a Weizi járásban. 2015 óta Passail része. Tengerszint feletti magassága 680 méter, területe 37,8 km². Lakosainak száma 1331 fő. Hohenau an der Raab Fladnitz an der Teichalm településekkel határos.